# Thymelicina
De Thymelicina zijn een subtribus van vlinders in de onderfamilie Hesperiinae van de familie dikkopjes (Hesperiidae).

## Geslachten
- Thymelicus Hübner, 1819
- Copaeodes Speyer, 1877
- Oarisma Scudder, 1872